# Hush (película)
Hush es una película estadounidense de 2016 dirigida por Mike Flanagan y protagonizada por Kate Siegel, John Gallagher, Jr., Michael Trucco y Samantha Sloyan. Fue producida por Trevor Macy de Intrepid Pictures y por Jason Blum de Blumhouse Productions y estrenada el 12 de marzo de 2016 por Netflix.

## Sinopsis
Una escritora sordomuda llamada Maddie  decide irse a vivir a una casa de campo en el bosque para terminar de escribir su nuevo libro. Mientras está cocinando, su amiga y vecina Sarah la va a visitar para devolverle el libro que había escrito. Tras una conversación, la alarma de incendios se enciende, alertando que la comida de Maddie se quemó y estaba saliendo mucho humo. Maddie apaga la alarma y la deja sobre la mesa.
Por la noche, Maddie está discutiendo qué final poner en un libro que estaba escribiendo, en eso, se levanta para limpiar los restos de la comida que se había quemado. En ese momento Sarah llega corriendo a la puerta y empieza a gritarle a Maddie para que le abra. Sin embargo Maddie no logra percatarse de su presencia y un hombre con una máscara llega y apuñala a Sarah hasta la muerte. Maddie no se percata de nada de aquello, dejando confuso al hombre.
Max, la hermana de Maddie, la contacta por medio de una videollamada. El hombre que asesinó a Sarah entra a la casa y coge el móvil de Maddie. Max le avisa de que le pareció ver algo y Maddie le dice que debe de tratarse de su gato (llamado "Perra"). Cuelga la llamada y empieza a buscarlo, sin embargo este no aparece.
Maddie vuelve a su ordenador y ve que unos mensajes han sido enviados desde su teléfono. Confundida, los ve y se da cuenta de que alguien le hizo fotos mientras estaba hablando con su hermana.
Asustada, se aproxima a la puerta y ve a un hombre con una máscara blanca y con su móvil en la mano. Maddie corre para cerrar todas las puertas a tiempo.
El hombre pincha las ruedas de su coche y corta la electricidad, por lo que ella se queda sin oportunidad de pedir ayuda.
Con su pintalabios escribe en el cristal de la puerta que la deje ir, que no ha visto la cara del hombre, por lo que no puede decir nada acerca de él. Sin embargo el hombre se quita la máscara y le dice que va a entrar en la casa pero que, mientras tanto, va a divertirse.
Maddie se esconde en su habitación armada con un martillo y empieza a ver una sombra que golpea lentamente la ventana. Tras la insistencia de los golpes se da cuenta de que era el hombre golpeando el cuerpo inerte de Sara.
Maddie sale de la habitación mientras el hombre sigue explorando la casa desde fuera. En un momento trata de obtener el móvil de Sarah, ya que recuerda que esta lo había guardado en su pantalón la mañana en la que se vieron., Sin embargo, el hombre también lo tenía y cuando ve a Maddie forcejea contra la ventana y ella le lanza el martillo al brazo para que se aleje y pueda cerrar la ventana.
Maddie sale por la ventana del baño del segundo piso con una linterna. Cuando está en el tejado enciende y lanza la linterna para distraer al hombre para bajar. Sin embargo, mientras lo intenta, el hombre le dispara con una ballesta que traía consigo y empieza a subir por donde Maddie pretendía bajar.
El hombre deja la ballesta en el techo y Maddie la coge para golpearlo y hacer que caiga del tejado, para volver a entrar al baño por donde había salido. Sin embargo no logra ajustar la flecha a la ballesta, lastimándose los dedos y perdiendo sangre debido a su herida en la pierna.
En ese momento llega John, el novio de Sarah, que la estaba buscando, y se encuentra con el hombre, que se hace pasar por un oficial. John sospecha de él y mientras el hombre se distrae coge una piedra de la maceta y se acerca para golpearlo pero, en ese momento, Maddie golpea la puerta, llamándolo y cuando John la ve el hombre le corta el cuello. John trata de ahorcarlo y le susurra a Maddie "Corre"
Ella lo hace, sin embargo, el hombre la alcanza y la golpea con una roca.
Supuestamente, ya que se trataba de una alucinación de Maddie, en ese momento, una Maddie imaginaria le habla (en la conversación con la Sarah del principio ella le comentó que tenía una voz en su cabeza que la ayudaba específicamente a escribir los finales) y le dice los finales con un mismo resultado: no puede correr ni ocultarse ni esperar, lo único que puede hacer para sobrevivir es matarlo.
El hombre empieza a fumar unos cigarrillos que encontró en el bolsillo de John, se encuentra con Perra y, cuando está a punto de cortarle el cuello, Maddie le dispara la única flecha que quedaba en la ballesta. Desgraciadamente, esta le da en el hombro y el hombre se la quita con facilidad y la rompe.
Maddie corre para volver a la casa, esta vez no lo logra, cuando va a cerrar la puerta su mano se queda por fuera y el hombre la pisa hasta romperla. Aun así Maddie cierra la puerta.
El hombre le anuncia que va a entrar y con la sangre de su herida Maddie le dice que lo haga, llamándolo cobarde.
El hombre empieza a romper el cristal con una vara de metal mientras Maddie escribe rápido una descripción física de él y un mensaje de despedida para sus padres y su hermana, diciendo que murió luchando. Cuando acaba toma un cuchillo y se esconde en el baño.
El hombre logra entrar y, mientras Maddie lo espera en el baño con el cuchillo, la pérdida de sangre hace que empiece a adormecerse. Ella solo ve la puerta abrirse y cerrarse. En ese parpadeo el hombre había entrado y estaba en la bañera detrás de ella. Cuando toma un cuchillo, suelta un suspiro burlón que mueve ligeramente el cabello de Maddie, haciéndola reaccionar para que lo apuñale en el momento en el que casi la apuñala a ella.
El cuchillo apuñala al hombre en la pierna y Maddie se levanta corriendo a la cocina, sin embargo, cae al suelo cerca de los muebles.
El hombre se levanta y la encuentra moribunda en el suelo, pero ella le lanza insecticida de avispas y enciende la alarma de incendios que había dejado en la mesa. Una pelea comienza entre los dos hasta que Maddie cae y el hombre empieza a ahorcarla, sin embargo, mientras Maddie empieza a ver su vida pasar, logra alcanzar el sacacorchos del suelo y logra clavárselo en el cuello al hombre, matándolo.
Maddie recupera su móvil y llama a la policía. La escena final muestra a Maddie acariciando a su gata.

## Reparto
- John Gallagher Jr. como El Asesino.
- Kate Siegel como Maddie Young.
- Michael Trucco como John Stanley.
- Samantha Sloyan como Sarah Quinn.
- Emilia Graves como Max.